# Баланс державного бюджету
Баланс державного бюджету, яке також називають загальнодержавним балансом,  сальдо державного бюджету або державний фіскальний баланс , є різницею між державними доходами та витратами. Для уряду, який використовує облік за принципом нарахування (а не касовий облік), бюджетний баланс розраховується лише з використанням витрат на поточні операції, за виключенням витрат на нові капітальні активи.  Позитивне сальдо називається профіцитом державного бюджету , а негативне сальдо – дефіцитом державного бюджету . Державний бюджет представляє запропоновані урядом доходи та витрати на фінансовий рік .
Сальдо державного бюджету можна розбити на первинне сальдо та процентні платежі за накопиченим державним боргом; обидва разом дають баланс бюджету. Крім того, бюджетний баланс можна розбити на структурний баланс (також відомий як циклічно скоригований баланс ) і циклічний компонент: структурний бюджетний баланс намагається скорегувати вплив циклічних змін у реальному ВВП, щоб вказати на довгострокову бюджетну ситуацію.
Профіцит або дефіцит державного бюджету є змінною потоку, оскільки це сума за одиницю часу (як правило, за рік). Таким чином, він відрізняється від державного боргу , який є змінною запасу , оскільки вимірюється в певний момент часу. Кумулятивний потік дефіциту дорівнює сумі боргу, коли уряд використовує касовий облік (хоча не за методом нарахування ).

## Галузеві баланси
Фіскальний баланс державного бюджету є одним із трьох основних галузевих балансів національної економіки, інші – зовнішній сектор і приватний сектор. Сума надлишків або дефіцитів у цих трьох секторах має дорівнювати нулю за визначенням. Наприклад, якщо існує надлишок іноземного фінансового балансу (або надлишок капіталу), оскільки капітал імпортується (чистий) для фінансування дефіциту торговельного балансу, а також існує надлишок фінансового балансу приватного сектора через те, що заощадження домогосподарств перевищують інвестиції бізнесу, тоді за визначенням має існувати дефіцит державного бюджету, тому всі три чисті показники дорівнюють нулю. Урядовий сектор включає федеральні, державні та місцеві органи влади. Наприклад, дефіцит державного бюджету США в 2011 році становив приблизно 10% ВВП (8,6% ВВП з яких федеральний), компенсуючи надлишок капіталу в 4% ВВП і надлишок приватного сектора в 6% ВВП. 
Фінансовий журналіст Мартін Вулф стверджував, що раптові зміни в приватному секторі від дефіциту до профіциту призвели до дефіциту державного балансу, і навів як приклад США: «Фінансовий баланс приватного сектора змінився в бік профіциту на майже неймовірну загальну суму в 11,2 відсотка валового внутрішнього продукту між третім кварталом 2007 року та другим кварталом 2009 року, коли фінансовий дефіцит уряду США (федерального та держава) досягла свого піку... Жодні зміни у фіскальній політиці не пояснюють обвалу бюджетного дефіциту між 2007 і 2009 роками, тому що не було нічого важливого, пояснюється масовим переходом приватного сектора від фінансового дефіциту до профіциту або, іншими словами, від буму до краху». 
Економіст Пол Кругман у грудні 2011 року пояснив причини значного переходу від приватного дефіциту до профіциту: «Цей величезний рух до профіциту відображає кінець бульбашки на ринку житла, різке зростання заощаджень домогосподарств і падіння інвестицій у бізнес через брак клієнтів». 
Галузеві баланси (також звані галузевими фінансовими балансами) випливають із структури галузевого аналізу для макроекономічного аналізу національних економік, розробленої британським економістом Вінні Годлі. 
Рівняння галузевого балансу говорить, що загальні приватні заощадження ( S ) мінус приватні інвестиції ( I ) мають дорівнювати державному дефіциту (витрати, G , мінус чисті податки, T ) плюс чистий експорт (експорт ( X ) мінус імпорт ( M )), де чистий експорт — це чисті витрати нерезидентів на виробництво цієї країни. Таким чином, сукупні приватні заощадження дорівнюють приватним інвестиціям плюс державний дефіцит плюс чистий експорт.
У макроекономіці сучасна теорія грошей описує будь-які транзакції між державним сектором і недержавним сектором як вертикальні транзакції. Урядовий сектор включає казначейство та центральний банк, тоді як недержавний сектор включає приватних осіб і фірми (включаючи приватну банківську систему) і зовнішній сектор, тобто іноземних покупців і продавців. 
У будь-який конкретний період часу державний бюджет може бути як дефіцитним, так і профіцитним. Дефіцит виникає, коли уряд витрачає більше, ніж оподатковує; і надлишок виникає, коли уряд оподатковує більше, ніж витрачає. Аналіз секторальних балансів показує, що з точки зору бухгалтерського обліку дефіцит державного бюджету додає чисті фінансові активи приватному сектору. Це пояснюється тим, що дефіцит бюджету означає, що протягом певного періоду часу уряд депонував більше грошей та облігацій у приватні авуари, ніж вилучив у вигляді податків. Профіцит бюджету означає протилежне: загалом уряд вилучив більше грошей та облігацій із приватних активів через податки, ніж повернув через витрати.
Таким чином, дефіцит бюджету, за визначенням, еквівалентний додаванню чистих фінансових активів у приватний сектор, тоді як профіцит бюджету вилучає фінансові активи з приватного сектора.
Відповідно до системи галузевих балансів профіцит бюджету компенсує чисті заощадження; у період високого платоспроможного попиту це може призвести до того, що приватний сектор покладається на кредит для фінансування моделей споживання. Отже, постійний бюджетний дефіцит необхідний для економіки, що розвивається, яка хоче уникнути дефляції. Тому профіцит бюджету потрібний лише тоді, коли економіка має надмірний сукупний попит і перебуває під загрозою інфляції . Якщо уряд випускає власну валюту, MMT повідомляє нам, що рівень оподаткування щодо державних витрат (дефіцит або профіцит державного бюджету) насправді є інструментом політики, який регулює інфляцію та безробіття, а не засобом фінансування діяльності уряду як такої.

## Первинний баланс
«Первинне сальдо» визначається Організацією економічного співробітництва та розвитку (ОЕСР) як державні чисті позики або чисті позики, за винятком процентних платежів за консолідованими державними зобов'язаннями. 

## Первинний дефіцит, загальний дефіцит і борг
Значення «дефіциту» відрізняється від значення «боргу», який є накопиченням річного дефіциту. Дефіцит виникає, коли видатки уряду перевищують доходи, які він стягує. Дефіцит можна виміряти з включенням або без включення процентних платежів за боргом до складу витрат. 
Первинний дефіцит визначається як різниця між поточними державними витратами на товари та послуги та загальним поточним надходженням від усіх видів податків за вирахуванням трансфертних платежів . Загальний дефіцит (який часто називають фіскальним дефіцитом або просто «дефіцитом») — це первинний дефіцит плюс процентні платежі за боргом. 
Економічні тенденції можуть впливати на зростання чи скорочення бюджетного дефіциту кількома способами. Підвищення рівня економічної активності зазвичай призводить до збільшення податкових надходжень, тоді як державні витрати часто збільшуються під час економічного спаду через більші витрати на програми соціального страхування, такі як допомога по безробіттю . Зміни в податкових ставках, податковій політиці, рівнях соціальних виплат та інших політичних рішеннях уряду також можуть мати серйозний вплив на державний борг. Для деяких країн, таких як Норвегія, росія та члени Організації країн-експортерів нафти (ОПЕК), надходження від нафти та газу відіграють важливу роль у державних фінансах.
Інфляція зменшує реальну вартість накопиченого боргу. Проте, якщо інвестори очікують майбутньої інфляції, вони вимагатимуть вищих процентних ставок за державним боргом, що зробить державні запозичення дорожчими.